# モーリス・アルバート
モーリス・アルバート (Morris Albert) という芸名でもっぱら知られる、マウリシオ・アルベルト・カイザーマン（Maurício Alberto Kaisermann、1951年9月7日 - ）は、1974年のシングル「愛のフィーリング (Feelings)」によって広く知られた、ブラジルのシンガーソングライター。
1970年代の日本盤レコードでは、モリス・アルバートと表記されていた。

## 経歴
アルバートは、オーストリアからの移民の家庭に生まれた。音楽活動を始めた頃は、歌手やギタリストとしていくつものバンドのメンバーとなった。最初のシングル「Feel the Sunshine」が成功し、1974年にデビュー・アルバムを『Feelings』と題して発表したところ、母国ブラジルでチャートの首位に立ち、半年にわたってチャートに留まり続けた。シングル「愛のフィーリング」は、ソフトロックのヒット曲となり、アルバートを一発屋にした。このバラードは、アメリカ合衆国の『ビルボード』誌の各種チャートでも1975年夏にトップ10入りし、100万枚以上を売り上げ、1975年11月13日にアメリカレコード協会 (RIAA) からゴールドディスクを授与された。
1970年代半ばには、合衆国で複数の自作曲を録音し、その中から「Sweet Loving Man」がヒットした。その後は、家族とともに、イタリアで暮らしている。

### 「愛のフィーリング」をめぐる論争
「愛のフィーリング」は、フランスのソングライターであるルルー・ガステが作曲した旋律に基づいている。アルバートは当初、旋律も自作であると主張していたが、後にガステは1988年に私的財産権の侵害で勝訴した。

## ディスコグラフィ

### アルバム
- 1974: After We've Left Each Other
- 1975: フィーリング Feelings[4] – US No. 37
- 1976: 湖の誓い Morris Albert'[5] – U.S. No. 135
- 1977: 愛のバラード Love and Life[6]
- 1979: Once Upon a Man
- 1981: Solitude
- 1983: Beginnings
- 1996: Sentimientos
- 1999: Lover
- 2003: Moods
- 2004: Cuore

出典：

### シングル
- 1972: "Feel the Sunshine"
- 1973: "The Throat"
- 1973: "The Man from Nazareth"
- 1974: "Sentimientos"
- 1975: 愛のフィーリング "Feelings" – US #6; US AC #2; UK #4, SA #5,[8] AU #5, NZ #4,[9]
- 1975: "Leave Me"
- 1976: "Sweet Loving Man" – U.S. No. 93, Easy Listening #15; Canada #83, AC #17
- 1976: "She's My Girl"
- 1976: "Memories"
- 1976: "So Nice"
- 1977: "Conversation"
- 1977: 愛のバラード "Someone, Somehow" - 第6回東京音楽祭参加曲
- 1982: "Do You Miss Me"
- 2003: "Empty View"
- 2004: "Cuore" (with Mietta)

出典：